# Ivar Insulander
Ernst Ivar Insulander, född 5 november 1839 i Aspö socken, Södermanlands län, död 17 juni 1919 i Linköping, var en svensk agronom. Han var far till Nils Insulander och farbror till Erik Insulander och Carl Insulander.

## Biografi
Insulander blev student 1860, genomgick Ultuna lantbruksinstitut 1861–1863, var lärare vid åtskilliga lantbruksskolor 1863–1868, inspektor på Ultuna 1868–1870, förvaltare och lantbruksskolföreståndare på Klagstorp i Skaraborgs län 1870–1876 och på Bjärka-Säby i Östergötlands län 1876–1900. 
Insulander åtnjöt stort anseende som jordbrukare, administratör och lärare. Han var ledamot av Ultunakommittén 1877, lantbruksundervisningskommittén 1882, kommittén för den centrala ledningen av hästväsendet 1896 och ledamot av Ultunastyrelsen 1895–1896. Han blev ledamot av Lantbruksakademien 1881 (hedersledamot 1905) och erhöll akademiens stora guldmedalj 1919. Insulander är begravd på Vists kyrkogård.